# Regno di Sam'al

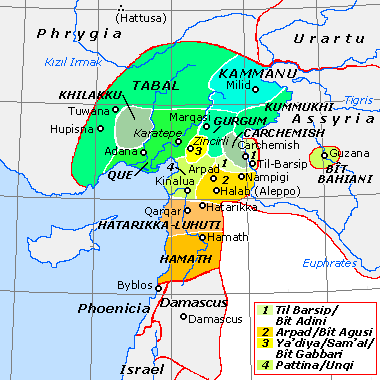
Mappa storica che mostra lo localizzazione di Sam'al (numero 3).

Sam'al (in aramaico Ya'idi o Ya'udi) era un regno mediorientale aramaico esistito nel I millennio a.C. Le principali fonti storiche relative a questo regno sono steli e tavolette di pietra risalenti ai periodi di Kilamuwa e Panamuva II.
Sam'al era la parte più occidentale dei territori aramaici, un tempo controllati dall'Impero ittita, e corrispondono a una piccola porzione meridionale dell'attuale Turchia centrale. Il regno si trovava vicino ai Monti Nur e la capitale era l'omonima città di Sam'al.
Dal punto di vista archeologico, i resti della città vennero scoperti durante degli scavi svoltisi dal 1882 al 1902 ad opera di una spedizione guidata da Felix von Luschan e Robert Koldewey.

## Storia
In origine città stato, Sam'al sorse all'inizio dell'Età del Bronzo, divenendo in seguito parte del regno di Yamkhad. Sam'al venne poi assorbita dall'impero ittita e quando esso collassò, intorno al X secolo a.C., assunse lo status di regno indipendente. Sam'al divenne così un centro di potere guidato da governanti spesso aggressivi e con forti mire espansionistiche, che avevano contribuito all'entrata del loro regno in una bellicosa coalizione avversa agli Assiri, all'epoca guidati da Salmanassar III.
Nel 717 a.C. gli Assiri, come già avevano fatto in passato, occuparono Sam'al sotto la guida di Sargon II, ponendo fine definitivamente all'indipendenza del regno.

## Re di Sam'al
| Re             | Carica         | Carica   | Note                  |
| Re             | Inizio         | Fine     | Note                  |
| -------------- | -------------- | -------- | --------------------- |
| Gabbar         | IX secolo a.C. | 880 a.C. |                       |
| Banihu o Bamah | 880 a.C.       | 870 a.C. | Figlio di Gabbar      |
| Hayyanu        | 870 a.C.       | 850 a.C. | Figlio di Banihu      |
| Sha'il         | 850 a.C.       | 840 a.C. | Figlio di Hayya       |
| Kilamuwa       | 840 a.C.       | 810 a.C. | Figlio di Hayya       |
| Qarli          | 810 a.C.       | 790 a.C. | Figlio di Kilamuwa    |
| Panamuwa I     | 790 a.C.       | 750 a.C. | Figlio di Qarli       |
| Bar-Sur        | 750 a.C.       | 745 a.C. | Figlio di Panamuwa I  |
| Usurpatore     | 745 a.C.       | 740 a.C. |                       |
| Panamuwa II    | 740 a.C.       | 733 a.C. | Figlio di Bar-Sur     |
| Bar-Rakib      | 733 a.C.       | 713 a.C. | Figlio di Panamuwa II |

## La stele di Kuttamuwa
Kuttamuwa fu un ufficiale del regno di Sam'al intorno all'XIII secolo a.C. che chiese di erigere una stele di basalto dopo la sua morte. Kuttamuwa aveva preteso che sulla stele fosse incisa la storia della sua vita e in essa si trova uno dei primi riferimenti all'anima come entità separata dal corpo. La stele, del peso di 326 kg, misura circa 91 cm per 61.